# Vinya dels Pirineus
El cultiu de la vinya al Pirineu a l'Edat Mitjana era molt habitual i important. Només fa cent anys que les vinyes eren el cultiu principal en molts indrets del Pirineu. Des del 1878 va arribar a Catalunya una plaga anomenada fil·loxera que en vint anys va fer desaparèixer gran part de les vinyes de Catalunya i també als Pirineus. Anys més tard es van empeltar ceps americans als ceps autòctons el que va permetre erradicar la plaga. Tot i que es va recuperar a gran part del territori català, als Pirineus es van recuperar poques vinyes i amb el temps s'han acabat perdent. Algunes comarques com l'Alt Urgell van optar per la introducció de vaques de llet.
En són proves les terrasses que encara es troben als pobles alt urgellencs del Pont de Bar i Calvinyà, a prop de la Seu d'Urgell, entre d'altres. El Pont de Bar és un exemple de l'aprofitament de la terra amb el cultiu de la vinya. Les seves terrasses pujaven des de la ribera del Segre fins als pobles d'Aristot i Castellnou de Carcolze, encimbellats a la muntanya. Els bancals del Pont de Bar són, sense cap mena de dubte, un interessantísim exemple de l'enginyeria popular aplicada a les activitats per a la subsistència.
Al Pont de Bar també es troba el Museu de la vinya i el vi de muntanya ubicat a l'antic cortal de Cal Teixidoret, a l'entrada del nou poble (reconstruït després dels aiguats de 1982). A dalt s'exposa tot allò que fa referència al cultiu de la vinya, mentre que al pis de sota està dedicat a l'elaboració del vi.

## Documentació de vinyes a l'Alt Urgell, al Principat d'Andorra i la Cerdanya
Per documentació relativa al monestir de Sant Serni de Tavèrnoles a Anserall (Alt Urgell) coneixem un cert nombre d'explotacions de vinya entre el segle ix i xi que foren venudes o donades al monestir: El comte Frèdol donava al monestir uns terrenys d'Ardèvol, sota la muntanya de Sitjar a la Molina, en els quals hi havia vinya.; altres donaren o vengueren terrenys de Castellciutat; de la Font de la Parròquia d'Hortó; dels monestirs de Castellbò (Sant Vicenç, Sant Martí, Sant Sadurní Aganesi, Sant Esteve, Sant Jaume i Sant Andreu, avui desapareguts), del terme d'Estamariu; d'Arsèguel, que limitaven amb quatre vinyes més; vinyes d'Engordany (Andorra); terres i vinyes del castell de Sant Vicenç d'Andorra; terres i vinyes del castell de Perarrua; de Ger (Baixa Cerdanya); d'Isona (Pallars Jussà); de l'església de Sant Mateu de Sant Julià de Lòria (Andorra); diverses vinyes de l'alou de Sant Esteve a la Seu d'Urgell; de la Trapa (Andorra); de la vila de l'actual Santa Creu (Montferrer i Castellbò) (Alt Urgell); d'un alou a Sanavastre (Baixa Cerdanya); i d'Isòvol (Baixa Cerdanya).
La primera referència documental sobre la vinya al Principat d'Andorra se situa l'any 904 en la venda d'una vinya del lloc d'Encorcés a la Parròquia d'Andorra la Vella. Les feixes amb cultiu de vinya documentades al Principat van dels 800 metres d'altitud a la Parròquia de Sant Julià de Lòria fins als 1.600 metres de les Parròquies d'Ordino i Canillo,

## La vinya actualment
Des del 1986 la pionera Casa Beal ha començat recuperant el cultiu de la vinya a Nagol a Andorra, majoritàriament a la Parròquia de Sant Julià de Lòria i Ordino on el 2014 hi havia mitja dotzena de cellers. Al poble d'Aixirivall Casa Beal elabora cada any unes 800 botelles de vi blanc amb el nom de «Cim del Cel» produïdes a partir d'una plantació situada a 1.200 metres d'altitud.
El 2007 es va plantar un camp de proves a Girul als Pirineus Catalans. El retorn de la vinya es fa per diverses raons entre elles la millora de les temperatures en zones de muntanya. Per la seva part l'Institut Català de la Vinya i el Vi (Incavi) ha començat un projecte per recuperar el cultiu de la vinya al Pallars Sobirà a partir de ceps autòctons que encara es conserven a la comarca i que foren plantats abans de la fil·loxera, segle xix.
Algunes bodegues catalanes s'han plantejat desplaçar les seves produccions al Pirineu. Una d'aquestes és les bodegues Torres (situades a l'Alt Penedès). Bodegues Torres té una plantació en plena producció al Pallars Jussà en una finca relativament a prop d'una altra explotació vitivinícola, la de Bodegues Vila Corona. Al Principat d'Andorra i a la Cerdanya s'han començat a fer projectes interessants com el d'una plantació de vinya en una finca de Girul, a Meranges, situada a 1.700 metres d'altitud.
Al municipi cerdà de Meranges, un grup de socis han plantat uns tres cents ceps, a 1.700 metres d'altitud, amb la finalitat de produir vi de gel en el que és la vinya més alta d'Europa. I al Pallars Sobirà el celler del Batlliu de Sort s'ha afegit a la DO Costers del Segre. Van començar amb pinot negre i riesling però també experimenten amb la recuperació de sis varietats autòctones.
Des del 2011 se celebra cada any a Talarn la Fira del Vi del Pirineu. Si poden tastar vins, combinats amb especialitats de restauradors de la comarca. El 2018 la van visitar unes dues mil persones.